# 下恩特林
恩特林巴霍，是西班牙埃斯特雷马杜拉巴达霍斯省的一个市镇。总面积10平方公里，总人口649人（2001年），人口密度65人/平方公里。